# Estadio en Portales
Estadio en Portales es el programa deportivo de Radio Portales de Santiago. Debutó en febrero de 1988, basando su nombre en la revista deportiva Estadio y bajo el eslogan Estadio en Portales Pilsener Cristal, a micrófono abierto. El programa en sus inicios, era dirigido y conducido por el destacado periodista y comentarista deportivo Pedro Carcuro Leone junto a un equipo conformado por Max Walter Kautz (Q.E.P.D.), Néstor Isella (Q.E.P.D.), Vladimiro Mimica, Aldo Schiappacasse, Juan Francisco Ortún, Carlos Alberto Campusano (Q.E.P.D.) y Sebastián Saldaña (estos últimos se irían a Radio Gigante en junio de 1988), Epifanio Carle (Q.E.P.D.), Roberto Enrique Vallejos, José Antonio "Toño" Prieto, Carlos Vidal, Eduardo Butto Nazar "Buttomático" (Q.E.P.D.), Osvaldo Luchsinger, Luis Hernández, entre otros y rápidamente llegaría a alcanzar la primera sintonía en programas deportivos del país, incluso con una lista de espera para sus auspiciadores. En sus comienzos, Estadio en Portales se consagraría con un desfile de nombres de experimentados relatores, comentaristas y periodistas deportivos. En 1989 debutó el exfutbolista Eduardo Bonvallet como uno de sus principales comentaristas, regresando en 1994 y transformándose en un fenómeno de sintonía, junto a los relatos de Sebastián "Tatán" Luchsinger y Ricardo Lorca.
Además de estos nombres ya mencionados, destacados profesionales estuvieron frente a los micrófonos de Estadio en Portales entre los años '90 y 2000 como Mauricio Israel, Juan Carlos "Caco" Villalta, Claudio Palma, Ricardo Lorca, Oscar "Cacho" Hormazábal, Pedro Roberto Ponce, Daniel Salvador, Hernán Hernández, Sergio Maldonado, Adolfo Reginato, Jorge Massardo, Andrés Sergio Rillón, Rodolfo Larraín, Cristián Peñailillo, Luis Navarrete, Romai Ugarte, Carlos Cerpa Morales, Orlando Escárate, Herman Chanampa, Patricio Yáñez, Sergio Antonio Jerez, Patricio Ávalos, José Miguel Wilson, Mauricio Smith, Patricio Cabello, Sergio Jara, Nelson González, Cristián de la Vega, Juan Manuel Ramírez, Elías Figueroa, Alberto Quintano, Miguel Ángel Gamboa, Víctor Cruces, Juan Camilo Carrasco, Pedro Pavlovic, Marco Sotomayor, Fernando Sepúlveda, Juan Hernán Antivil, Juan Ramón Cid "J.R.", Nelson Céspedes, Luis Antonio Gamboa, Jorge Yovanovich, Daniela Müller, entre tantos otros. Hacia el siglo XXI, Estadio en Portales siguió bajo la dirección del periodista deportivo Roberto Enrique Vallejos hasta el 29 de enero de 2005. Tras casi cuatro años fuera del aire, Estadio en Portales volvió el 16 de junio de 2008, pero bajo la dirección del destacado periodista y relator deportivo Carlos Alberto Bravo y la producción de Waldo Ahumada León, actual dueño de Radio Portales. En este período aparecen nombres como los de Manuel de Tezanos, Rodrigo Herrera, Fernando Tapia, César Osvaldo Carreño, Cristián Luengo, Álvaro Sanhueza, Belus Bravo, Fernando Galmes, Boris Quezada, Raúl Meléndez, Mauricio Cofré, Diego Saa, Leonardo Mora, Camilo Vicencio, Nicolás Sará, Homero Ramírez, Cristián Tejo San Martín, Leonardo Fernez, René de la Rosa, Anselmo "Chemo" Rojas, entre otros.
Estadio en Portales emitió, el que sería su último programa, el 29 de febrero de 2016. Sin embargo, luego de confirmarse que Radio Portales no sería arrendada ni vendida a Omar Gárate Gamboa, Estadio..., anunció su regreso el 20 de marzo de 2016, con el Superclásico entre Universidad de Chile y Colo Colo.
Estadio en Portales volvió con su programa de estudios, el 4 de abril de 2016, en su horario actual de 14:00 a 15:00 horas.

## Estadio en Portales en la actualidad
El programa es dirigido y conducido por el destacado periodista y relator deportivo Carlos Alberto Bravo Espinoza y se transmite de lunes a viernes de 13:30 a 15:00 horas por Portales Digital y MD Sports, además de una edición matinal de 7:30 a 8:00 horas y una edición vespertina de 18:30 a 19:00 horas. Mientras que los fines de semana con transmisiones desde los principales estadios centralizando en la Selección Chilena, Colo Colo, Universidad de Chile, Universidad Católica y otros equipos e instancias decisivas del fútbol chileno.

## Equipo actual

### Comentaristas
- Carlos Alberto Bravo
- Belus Bravo
- Camilo Vicencio Santelices
- René de la Rosa (árbitrajes)
- Giovanni Castiglione Villaseñor
- Laurencio Valderrama

### Relatores
- Carlos Alberto Bravo
- Christian Frey Bustos
- Anselmo "Chemo" Rojas
- Alfonso Zúñiga
- César Ronán Bustos
- Juan Pedro Hidalgo
- Rodrigo Jara
- Felipe Olguín

### Reporteros/Informadores de Cancha
- Nicolás Sará Rivero
- Nicolás Gatica
- Mario Fuentes
- Laurencio Valderrama
- Juan Pedro Hidalgo
- Rodrigo Jara
- Rodrigo Vergara
- Alfonso Zúñiga

### Locutores Comerciales
- Emilio Freixas Lillo
- Oscar Calderón
- Camila Romero

### Producción
- Laurencio Valderrama Poblete
- Nicolás Gatica López

### Edición
- Laurencio Valderrama

### Dirección General y Conducción
- Carlos Alberto Bravo Espinoza

- Datos: Q17631590